# 羅大紘
羅大紘（1547年—？），原名羅大紱，字公廓，號匡湖，江西吉安府吉水縣人，民籍，明朝政治人物。

## 生平
萬曆元年（1573年）癸酉科江西鄉試二十一名，萬曆十四年（1586年）丙戌科會試十四名，登三甲第三名。禮部观政，任行人司行人。萬曆十九年（1591年）八月，遷禮科給事中。一上任，即上《定制書》數千言。早先神宗規定萬曆二十年將策立太子，但久無行動，於是許國、王家屏上書急催。神宗私下斥责申时行介入立儲問題，時行推說不知，又寫密函告知皇上：“惟亲断亲裁，勿因小臣妨大典。”不料此信落入罗大纮手中。是年九月，大纮彈劾首輔申時行失職，中书黃正賓、御史鄒德泳、吏部给事中钟羽正、侯先春等亦劾之。萬曆帝震怒，將羅大纮斥為民。万历十九年（1591年）九月，申时行辞职。鄉人以羅大纮、羅倫、羅洪先，號為“三羅”。天啟中，贈光祿少卿。著有《紫原文集》十二卷。

## 家族
曾祖羅鼎祥；祖父羅應麟；父羅琛。前母蕭氏；母歐陽氏。兄大绅、大綝、秉忠、秉直，弟大綸、秉智。
異母兄羅大紳（1536年-1602年），字服聖，號石川先生，萬曆壬午舉人，官都昌縣訓導。

## 延伸阅读
[在维基数据编辑]
 《明史卷二百三十三》，出自《明史》